# Terra de Leipzig
Terra de Leipzig ou Terra de Lípsia (em alemão:  Leipziger Land) era um distrito (kreis ou landkreis) da Alemanha localizado na região de Leipzig, no estado da Saxônia, tendo sido abolido em 2008.